# Рюнан
Рюна́н (фр. Runan, брет. Runan) — коммуна во Франции, находится в регионе Бретань. Департамент — Кот-д’Армор. Входит в состав кантона Бегар. Округ коммуны — Генган.
Код INSEE коммуны — 22269.

## География
Коммуна расположена приблизительно в 410 км к западу от Парижа, в 130 км северо-западнее Ренна, в 39 км к северо-западу от Сен-Бриё.

## Население
Население коммуны на 2016 год составляло 233 человека.
| 1962 | 1968 | 1975 | 1982 | 1990 | 1999 | 2008 | 2016 |
| ---- | ---- | ---- | ---- | ---- | ---- | ---- | ---- |
| 314  | 276  | 241  | 225  | 227  | 225  | 252  | 233  |

## Администрация
| Период | Период | Фамилия          | Партия                    | Примечания |
| ------ | ------ | ---------------- | ------------------------- | ---------- |
| 1986   | 2001   | Пьеррет Буше     | Социалистическая партия   | торговец   |
| 2001   | 2008   | Жан-Пьер Ле Биан | Союз за народное движение | фермер     |
| 2014   |        | Ивон Ле Бьяник   | Социалистическая партия   | фермер     |

## Экономика
В 2007 году среди 144 человек в трудоспособном возрасте (15—64 лет) 109 были экономически активными, 35 — неактивными (показатель активности — 75,7 %, в 1999 году было 64,8 %). Из 109 активных работали 103 человека (57 мужчин и 46 женщин), безработных было 6 (3 мужчин и 3 женщины). Среди 35 неактивных 11 человек были учениками или студентами, 7 — пенсионерами, 17 были неактивными по другим причинам.

## Достопримечательности
- Церковь Нотр-Дам и кладбище (XIV—XV века). Исторический памятник с 1907 года[3]
  - Кафедра (1727 год). Исторический памятник с 2003 года[4]

## Фотогалерея

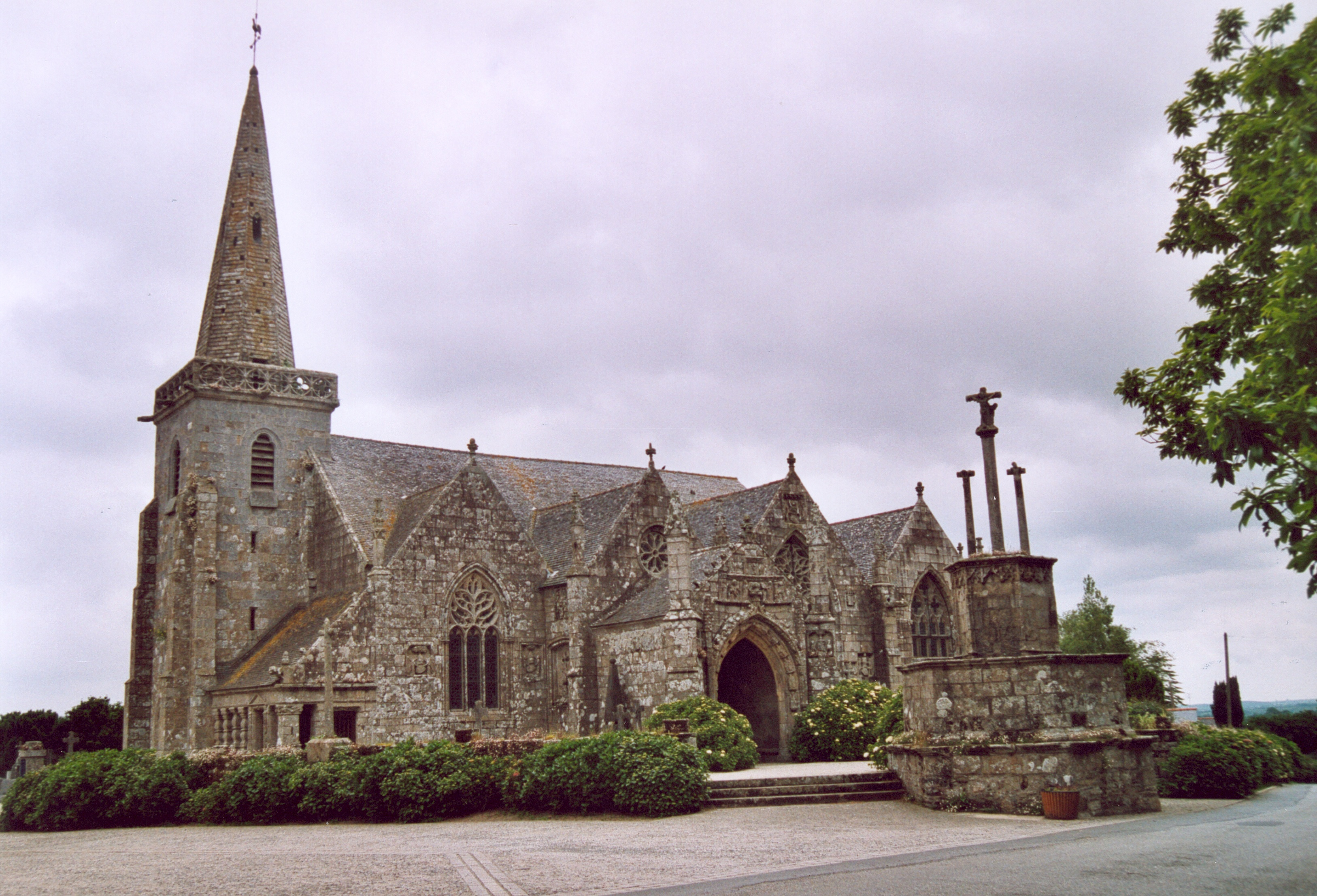
Церковь Нотр-Дам
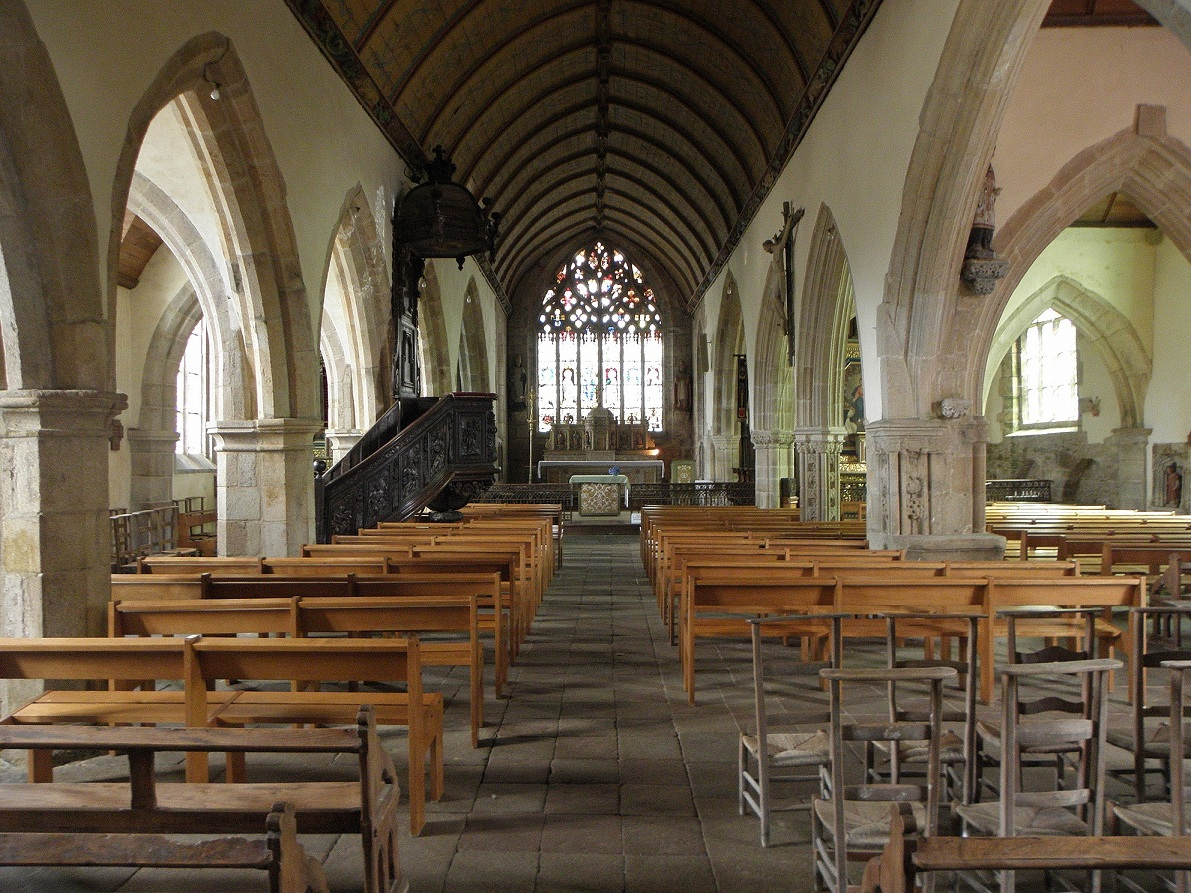
Интерьер церкви Нотр-Дам
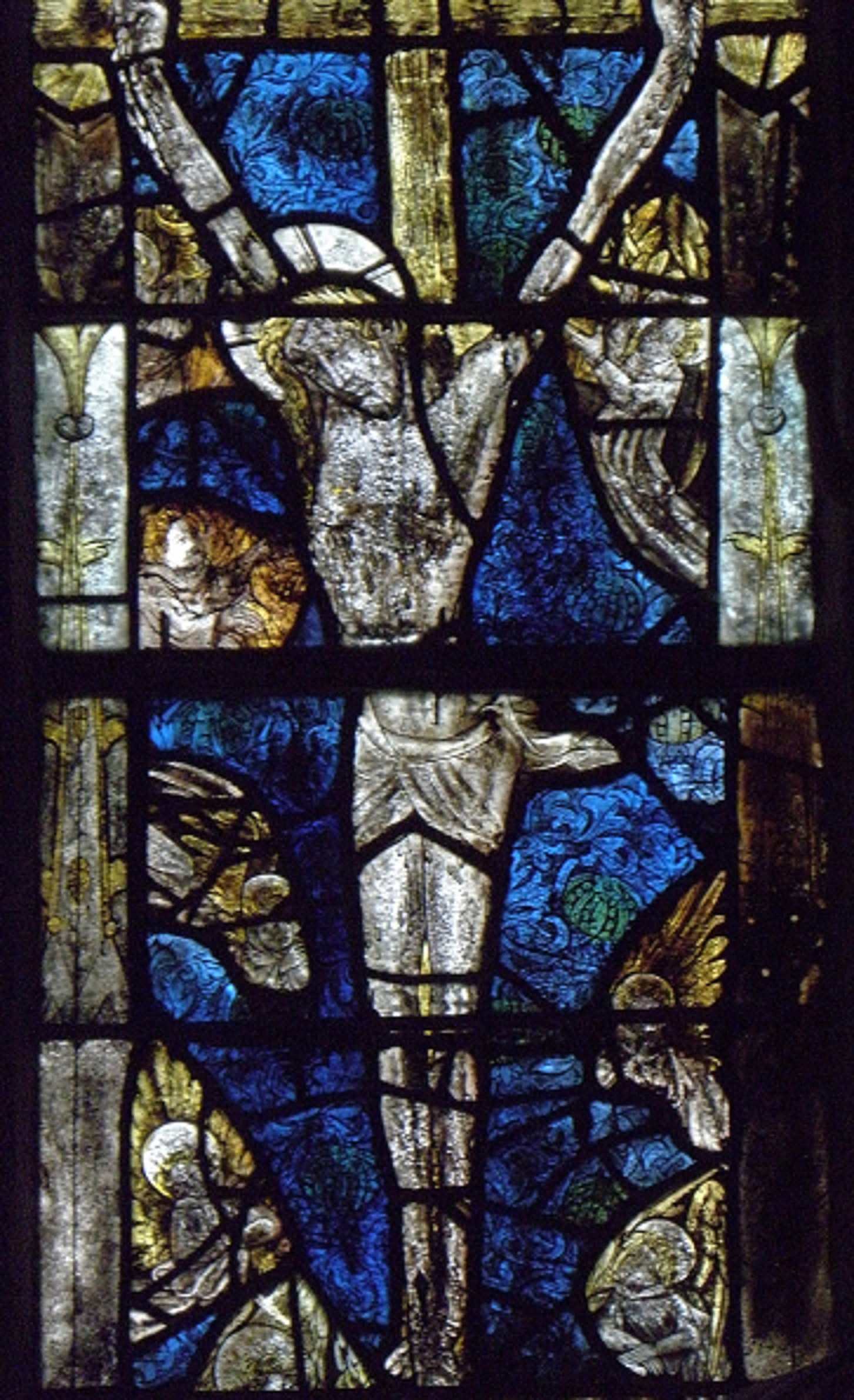
Витраж церкви Нотр-Дам
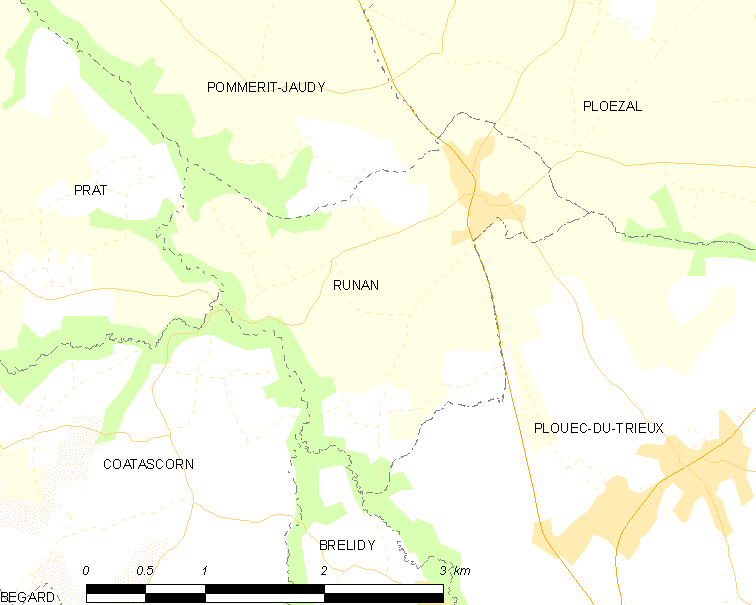
Карта коммуны